# لودبرگ
لودْبْر ِگ (به کرواتی: Ludbreg) شهری در واراژدین کشور کرواسی است که جمعیت آن در سال ۲۰۱۱ میلادی ۸٬۰۹۵ نفر بوده‌است.